# Список эпизодов телесериала «АйКарли»
Список эпизодов американского телевизионного ситкома «АйКарли». Подобно названию сериала, название каждой серии содержит префикс i («Интернет»).

## Обзор сезонов
| Сезон | Серии | Серии | Даты показа      | Даты показа     |
| Сезон | Серии | Серии | Первая серия     | Последняя серия |
| ----- | ----- | ----- | ---------------- | --------------- |
| 1     | 25    | 25    | 8 сентября 2007  | 25 июля 2008    |
| 2     | 21    | 21    | 27 сентября 2008 | 8 августа 2009  |
| 3     | 18    | 18    | 12 сентября 2009 | 26 июня 2010    |
| 4     | 10    | 10    | 30 июля 2010     | 11 июня 2011    |
| 5     | 10    | 10    | 13 августа 2011  | 21 января 2012  |
| 6     | 6     | 6     | 24 марта 2012    | 9 июня 2012     |
| 7     | 7     | 7     | 6 октября 2012   | 23 ноября 2012  |

## Эпизоды

### Первый сезон (2007—2008)
| № общий | № в сезоне | Название                                                 | Режиссёр           | Автор сценария               | Дата премьеры    | Дата выхода в России | Произв. код | Зрители в США (млн) |
| --- | ---------- | -------------------------------------------------------- | ------------------ | ---------------------------- | ---------------- | -------------------- | ----------- | ------------------- |
| 1 | 1          | «iНачало» «iPilot»                                       | Стив Хофер         | Дэн Шнайдер                  | 8 сентября 2007  | 1 мая 2009           | 101         | 4.1                 |
| После того как Мисс Бригс не пропускает на шоу талантов участников, отобранных Карли и Сэм, девочки создают собственное веб-шоу iCarly, в котором будут снимать своих одарённых одноклассников.                                  |            |                                                          |                    |                              |                  |                      |             |                     |
| 2 | 2          | «iХочу больше зрителей» «iWant More Viewers»             | Адам Вайсман       | Стив Холланд и Стивен Mоларo | 8 сентября 2007  | 2 мая 2009           | 103         | 3.9                 |
| Карли и Сэм соревнуются с Фредди и Спенсером за лучшую идею по привлечению зрителей на iCarly. Но ситуация выходит из-под контроля, и все их планы идут прахом.                                                                  |            |                                                          |                    |                              |                  |                      |             |                     |
| 3 | 3          | «iМечта о танцах» «iDream of Dance»                      | Адам Вайсман       | Дэн Шнайдер                  | 16 сентября 2007 | 3 мая 2009           | 113         | 3.5                 |
| Друзья просят поклонников iCarly прислать им видеозаписи со своими лучшими танцами. Получив больше трёх тысяч танцевальных видеоклипов, Карли, Сэм и Фредди вынуждены просматривать их всю ночь.                                 |            |                                                          |                    |                              |                  |                      |             |                     |
| 4 | 4          | «iЛюблю Джейка Крендола» «iLike Jake»                    | Стив Хофер         | Дэн Шнайдер                  | 22 сентября 2007 | 4 мая 2009           | 102         | 3.5                 |
| Карли нравится красавчик по имени Джейк из её школы. Она приглашает его спеть и сыграть на гитаре в эфире iCarly. К сожалению, слишком поздно она осознаёт, что Джейк отвратительно поёт.                                        |            |                                                          |                    |                              |                  |                      |             |                     |
| 5 | 5          | «iХочу остаться со Спенсером» «iWanna Stay with Spencer» | Адам Вайсман       | Артур Градштейн              | 29 сентября 2007 | 5 мая 2009           | 105         | N/A                 |
| К Карли и Спенсеру внезапно приезжает их дедушка. Он считает, что Спенсер слишком безответственный и сумасбродный и не может позаботиться о Карли. Карли и её друзья попытаются доказать деду, что Спенсер ответственный парень. |            |                                                          |                    |                              |                  |                      |             |                     |
| 6 | 6          | «iНевел» «iНэвел»                                        | Стив Хофер         | Стив Холланд                 | 6 октября 2007   | 6 мая 2009           | 104         | 3.6                 |
| Карли, Сэм и Фредди хотят, чтобы популярный сайт-обзорщик Nevelocity написал про iCarly. Но когда Карли встречается с Нэвелом, выясняется, что этот неприятный тип хочет стать её парнем.                                        |            |                                                          |                    |                              |                  |                      |             |                     |
| 7 | 7          | «iИспуг на Хэллоуин!» «iScream on Halloween»             | Стив Хофер         | Джейк Фэрроу                 | 20 октября 2007  | 7 мая 2009           | 114         | N/A                 |
| Карли, Сэм и Фредди снимают передачу в квартире, в которой якобы живут привидения. Когда начинают происходить странные вещи, друзья понимают, что слухи могут оказаться правдой.                                                 |            |                                                          |                    |                              |                  |                      |             |                     |
| 8 | 8          | «iСлежка за учителем» «iSpy a Mean Teacher»              | Стив Хофер         | Стивен Моларо                | 3 ноября 2007    | 8 мая 2009           | 106         | N/A                 |
| Карли хочет показать на веб-шоу, как их вредные учителя проводят время вне школы. Друзья устраивают слежку за своей учительницей, но попадают в неприятности, случайно застряв в её квартире.                                    |            |                                                          |                    |                              |                  |                      |             |                     |
| 9 | 9          | «iБуду встречаться с Фредди» «iWill Date Freddie»        | Адам Вайсман       | Стив Холлэнд                 | 10 ноября 2007   | 9 мая 2009           | 108         | N/A                 |
| Фанатка iCarly Вэлери приглашает Фредди на свидание. Вскоре Фредди начинает снимать для Вэлери её собственное веб-шоу. Но когда шоу Вэлери начинает мешать iCarly, Фредди встаёт перед непростым выбором.                        |            |                                                          |                    |                              |                  |                      |             |                     |
| 10 | 10         | «iДолжен побить мировой рекорд» «iWant a World Record»   | Роджер Кристиансен | Дэн Шнайдер                  | 17 ноября 2007   | 10 мая 2009          | 107         | N/A                 |
| Карли, Сэм и Фредди хотят побить мировой рекорд на самую длинную в мире интернет-программу. Для этого им придётся вести прямую трансляцию больше суток без перерыва.                                                             |            |                                                          |                    |                              |                  |                      |             |                     |
| 11 | 11         | «iПотеря сайта iCarly» «iRue the Day»                    | Дэвид Кендалл      | Дэн Шнайдер                  | 1 декабря 2007   | 15 мая 2009          | 115         | N/A.                |
| Спенсер спасает фронтмена группы Plain White T"s и уговаривает его сняться в iCarly. Но прямо в разгаре очередной трансляции начинают происходить странные вещи.                                                                 |            |                                                          |                    |                              |                  |                      |             |                     |
| 12 | 12         | «iНе могу не сказать» «"iPromise Not to Tell»            | Стив Хофер         | Дикки Мёрфи                  | 12 января 2008   | 22 мая 2009          | 118         | 3.9                 |
| Карли получает четвёрку за доклад по истории, хотя должна была получить пятёрку. Во время еженедельной встречи с директором Сэм, поймав момент, исправляет в компьютере оценку Карли на пятёрку.                                 |            |                                                          |                    |                              |                  |                      |             |                     |
| 13 | 13         | «iВаша большая фанатка!» «iAm Your Biggest Fan»          | Стив Хофер         | Джейк Фэрроу                 | 19 января 2008   | 29 мая 2009          | 110         | N/A                 |
| Друзья приглашают фанатку iCarly Мэнди на съёмки шоу как студийного зрителя. Но позже выясняется, что Мэнди скорее маньяк-преследователь, чем фанат.                                                                             |            |                                                          |                    |                              |                  |                      |             |                     |
| 14 | 14         | «iНе люблю искусства!» «iHeart Art»                      | Адам Вайсман       | Артур Градштейн              | 2 февраля 2008   | 4 сентября 2009      | 109         | 3.6                 |
| Карли приглашает кумира Спенсера Хэрри Джойнера взглянуть на скульптуры её брата. Но когда Хэрри называет работы Спенсера непрофессиональными, тот впадает в депрессию.                                                          |            |                                                          |                    |                              |                  |                      |             |                     |
| 15 | 15         | «iНенавижу парня Сэм» «iHate Sam's Boyfriend»            | Роджер Кристиансен | Дэн Шнайдер                  | 9 февраля 2008   | 4 сентября 2009      | 120         | 3.5                 |
| У Сэм появился парень, и они становятся не разлей вода. Но их отношения начинают негативно сказываться на iCarly. Карли и Фредди должны что-то с этим делать.                                                                    |            |                                                          |                    |                              |                  |                      |             |                     |
| 16 | 16         | «iВысиживаю цыплят» «iHatch Chicks»                      | Дэвид Кендалл      | Стивен Моларо                | 23 февраля 2008  | 11 сентября 2009     | 111         | 4.2                 |
| Карли и Сэм берутся за научный проект по выведению цыплят. Цыплята вылупляются раньше срока и сбегают из инкубатора. Карли, Сэм, Фредди и Спенсер выискивают беглецов по всей квартире.                                          |            |                                                          |                    |                              |                  |                      |             |                     |
| 17 | 17         | «iНе хочу с тобой драться» «iDon't Want to Fight»        | Роджер Кристиансен | Артур Градштейн              | 1 марта 2008     | 11 сентября 2009     | 112         | 4.5                 |
| Карли дарит Сэм уникальную футболку iCarly в знак годовщины начала их дружбы. Но Сэм меняет футболку на билеты на концерт. Подруги ссорятся.                                                                                     |            |                                                          |                    |                              |                  |                      |             |                     |
| 18 | 18         | «iРеклама технических кроссовок» «iPromote Techfoots»    | Адам Вайсман       | Артур Градштейн              | 15 марта 2008    | 18 сентября 2009     | 117         | 4.4                 |
| Карли, Сэм и Фредди приглашают в главный офис обувной компании Daka, где им предлагают большие деньги за рекламу новых технических кроссовок на iCarly. Но "техсовки" оказываются просто ужасными.                               |            |                                                          |                    |                              |                  |                      |             |                     |
| 19 | 19         | «iМне нужно получить наказание» «iGot Detention»         | Роджер Кристиансен | Эндрю Хилл Ньюман            | 22 марта 2008    | 18 сентября 2009     | 116         | 3.7                 |
| В день пятидесятого юбилейного выпуска iCarly Сэм оставляют в школе после уроков за плохое поведение. Карли и Фредди пытаются тоже заработать наказание, чтобы вести трансляцию вместе с Сэм.                                    |            |                                                          |                    |                              |                  |                      |             |                     |
| 20 | 20         | «iСлежка за продавцом DVD» «iStakeout»                   | Стив Хофер         | Ньюман Эндрю Хилл            | 5 апреля 2008    | 25 сентября 2009     | 121         | 4.1                 |
| Увидев в одном из выпусков iCarly продавца пиратских фильмов, двое детективов решают использовать квартиру Карли и Спенсера для слежки.                                                                                          |            |                                                          |                    |                              |                  |                      |             |                     |
| 21 | 21         | «iМогу сменить школу!» «iMight Switch Schools»           | Дэвид Кендалл      | Дикки Мёрфи                  | 26 апреля 2008   | 25 сентября 2009     | 122         | 3.3                 |
| Благодаря своему шоу Карли получает предложение перевестись в элитную частную школу Брайарвуд. Карли всерьёз задумывается над этим, и теперь Сэм и Фредди должны уговорить её остаться.                                          |            |                                                          |                    |                              |                  |                      |             |                     |
| 22 | 22         | «iЯ буду драться» «iFence»                               | Расс Реинсел       | Дэн Шнайдер                  | 10 мая 2008      | 2 октября 2009       | 123         | 3.5                 |
| Фредди хочет развлечься в мужской компании и поэтому идёт со Спенсером на фехтование. У него проявляется талант, но дело осложняется тем, что Спенсер впутывает Фредди в поединок с опытным Теодором.                            |            |                                                          |                    |                              |                  |                      |             |                     |
| 23 | 23         | «iМы идём на ТВ-трансляцию» «iCarly Saves TV»            | Стив Хофер         | Джейк Фэрроу                 | 13 июня 2008     | 2 октября 2009       | 119         | 4.5                 |
| Крупный продюсер хочет сделать из iCarly ТВ-шоу. Но друзьям приходятся не по нраву серьёзные изменения, которые он задумал. |            |                                                          |                    |                              |                  |                      |             |                     |
| 24 | 24         | «iВыиграла свидание» «iWin a Date»                       | Стив Хофер         | Ньюман Эндрю Хилл            | 25 июля 2008     | 9 октября 2009       | 124         | 4.5                 |
| Гибби стесняется пригласить на свидание девочку, которая ему нравится, поэтому друзья придумывают для шоу игру "Выиграй свидание", где будут участвовать Гибби и его предмет обожания.                                           |            |                                                          |                    |                              |                  |                      |             |                     |
| 25 | 25         | «iПолюбил вашу учительницу» «iHave a Lovesick Teacher»   | Стив Хофер         | Ньюман Эндрю Хилл            | 25 июля 2008     | 9 октября 2009       | 125         | 3.8                 |
| Тяжело переживая разрыв со своим парнем, мисс Акерман срывается на учеников. Спенсер пытается урегулировать ситуацию, но вскоре начинает встречаться с учительницей.                                                             |            |                                                          |                    |                              |                  |                      |             |                     |

### Второй сезон (2008—2009)
| № общий | № в сезоне | Название                                            | Режиссёр           | Автор сценария                     | Дата премьеры    | Произв. код | Зрители в США (млн) |
| ------- | ---------- | --------------------------------------------------- | ------------------ | ---------------------------------- | ---------------- | ----------- | ------------------- |
| 26      | 1          | «iВидела его первым» «iSaw Him First»               | Адам Вайсман       | Стивен Моларо                      | 27 сентября 2008 | 204         | N/A                 |
| 27      | 2          | «iСцена вмешательства» «iStage an Intervention»     | Джонатан Голдштейн | Кари Дорнетто                      | 4 октября 2008   | 205         | N/A                 |
| 28      | 3          | «iЗарабатываю деньги» «iOwe You»                    | Дэвид Кендалл      | Джейк Фэрроу                       | 11 октября 2008  | 206         | N/A                 |
| 29      | 4          | «iЧуть не убила Луберта» «iHurt Lewbert»            | Расс Реинсел       | Этан Банвилл                       | 18 октября 2008  | 207         | 4.4                 |
| 30      | 5          | «iCarly: Летим в Японию» «iGo to Japan»             | Стив Хоефер        | Дэн Шнайдер и Эндрю Хилл Ньюман    | 8 ноября 2008    | 201 202 203 | 7.6                 |
| 31      | 6          | «iПирог мистера Галини» «iPie»                      | Роджер Кристиансен | Эндрю Хилл Ньюман                  | 15 ноября 2008   | 208         | 4.1                 |
| 32      | 7          | «iНа Рождество» «iChristmas»                        | Стив Хоефер        | Дэн Шнайдер                        | 13 декабря 2008  | 209         | 3.3                 |
| 33      | 8          | «iПервый поцелуй» «iKiss»                           | Стив Хоефер        | Дэн Шнайдер                        | 3 января 2009    | 210         | 6.0                 |
| 34      | 9          | «iДолжна достать машину!» «iGive Away a Car»        | Стив Хоефер        | Джордж Доти IV                     | 17 января 2009   | 211         | 5.1                 |
| 35      | 10         | «iГолосую» «iRocked the Vote»                       | Расс Реинсел       | Эндрю Хилл Ньюман                  | 7 февраля 2009   | 215         | 5.2                 |
| 36      | 11         | «iТупой Фред» «iMeet Fred»                          | Адам Вайсман       | Дэн Шнайдер                        | 16 февраля 2009  | 212         | 5.1                 |
| 37      | 12         | «iНе пущу тебя на СБИ» «iLook Alike»                | Дэвид Кендалл      | Дэн Шнайдер                        | 7 марта 2009     | 213         | 6.3                 |
| 38      | 13         | «iПотеряла ключ от сайта» «iWant My Website Back»   | Адам Вайсман       | Mэтт Флеккенстейн                  | 21 марта 2009    | 219         | 3.9                 |
| 39      | 14         | «iДевочка Сэм!» «iMake Sam Girlier»                 | Роджер Кристиансен | Джейк Фэрроу                       | 11 апреля 2009   | 216         | 5.1                 |
| 40      | 15         | «iЗелёная неделя» «iGo Nuclear»                     | Дэвид Кендалл      | Джордж Доти IV и Эндрю Хилл Ньюман | 22 апреля 2009   | 214         | 4.5                 |
| 41      | 16         | «iСвидание с плохим парнем» «iDate a Bad Boy»       | Стив Хоефер        | Дэн Шнайдер                        | 9 мая 2009       | 217 225     | 6.5                 |
| 42      | 17         | «iОжидание возвращение Мисси» «iReunite with Missy» | Адам Вайсман       | Джейк Фэрроу                       | 16 мая 2009      | 218         | 4.3                 |
| 43      | 18         | «iДумаю, что „Динго“ воруют» «iTake on Dingo»       | Дэвид Кендалл      | Джейк Фэрроу                       | 13 июня 2009     | 226         | 3.4                 |
| 44      | 19         | «iПолучение шкафчика №239» «iMust Have Locker 239»  | Дэвид Кендалл      | Эрик Голдштейн и Эндрю Хилл Ньюман | 27 июня 2009     | 220         | 4.0                 |
| 45      | 20         | «iБлизнец Сэм» «iTwins»                             | Расс Реинсел       | Эрик Голдштейн и Питер Тиббалс     | 11 июля 2009     | 224         | 5.2                 |
| 46      | 21         | «iБой с Шелби Маркс» «iFight Shelby Marx»           | Стив Хоефер        | Ден Шнайдер                        | 8 августа 2009   | 221 222     | 7.9                 |

### Третий сезон (2009—2010)
| № общий | № в сезоне | Название                                             | Режиссёр           | Автор сценария                 | Дата премьеры    | Произв. код | Зрители в США (млн) |
| ------- | ---------- | ---------------------------------------------------- | ------------------ | ------------------------------ | ---------------- | ----------- | ------------------- |
| 47      | 1          | «iДумаю, что они целовались» «iThink They Kissed»    | Адам Вайсман       | Стив Холланд                   | 12 сентября 2009 | 227         | 7.6                 |
| 48      | 2          | «iПовар» «iCook»                                     | Роджер Кристиансен | Дэн Шнайдер                    | 19 сентября 2009 | 228         | 3.8                 |
| 49      | 3          | «iПоиск пары на танцы» «iSpeed Date»                 | Расс Реинсел       | Эндрю Хилл Ньюман              | 26 сентября 2009 | 230         | 4.7                 |
| 50      | 4          | «iНаграждение АйКарли» «iCarly Awards»               | Стив Хоефер        | Эндрю Хилл Ньюман              | 3 октября 2009   | 223         | 4.4                 |
| 51      | 5          | «iУвольнение вашего директора» «iHave My Principals» | Дэвид Кендалл      | Мэтт Флеккенстейн              | 17 октября 2009  | 229         | 4.7                 |
| 52      | 6          | «iНашла любовь Луберта» «iFind Lewbert's Lost Love»  | Дэвид Кендалл      | Мэтт Флеккенстейн              | 14 ноября 2009   | 236         | 5.0                 |
| 53      | 7          | «iСъезд» «iMove Out»                                 | Стив Хоефер        | Артур Градштайн                | 28 ноября 2009   | 241         | 5.7                 |
| 54      | 8          | «iУхожу из АйКарли» «iQuit iCarly»                   | Стив Хоефер        | Дэн Шнайдер                    | 5 декабря 2009   | 233 234     | 8.8                 |
| 55      | 9          | «iСпас твою жизнь» «iSaved Your Life»                | Ларри Лафонд       | Eрик Голдштейн и Питер Тиббалс | 18 января 2010   | 232         | 11.2                |
| 56      | 10         | «iНа конкурсе красоты» «iWas a Pageant Girl»         | Адам Вайсман       | Мэтт Флеккенстейн              | 29 января 2010   | 237         | 5.2                 |
| 57      | 11         | «iРазъярённый Гибби» «iEnrage Gibby»                 | Джонатан Голдштейн | Джейк Фэрроу                   | 5 февраля 2010   | 235         | 4.8                 |
| 58      | 12         | «iКосмос!» «iSpace Out»                              | Расс Реинсел       | Джейк Фэрроу                   | 5 марта 2010     | 239         | 5.3                 |
| 59      | 13         | «iИсправление поп-звезды» «iFix a Pop Star»          | Стив Хоефер        | Мэтт Флеккенстейн              | 19 марта 2010    | 231         | 3.8                 |
| 60      | 14         | «iДелаю ошибки» «iBloop»                             | Стив Хоефер        | Дэн Шнайдер                    | 17 апреля 2010   | 245         | 4.3                 |
| 61      | 15         | «iНе хочу отменять шоу» «iWon't Cancel the Show»     | Стив Хоефер        | Эрик Голдберг и Питер Тиббалс  | 1 мая 2010       | 238         | 4.9                 |
| 62      | 16         | «iВерю в Йети» «iBelieve in Bigfoot»                 | Стив Хоефер        | Дэн Шнайдер                    | 8 мая 2010       | 240         | 4.4                 |
| 63      | 17         | «iПсих» «iPsycho»                                    | Стив Хоефер        | Дэн Шнайдер и Бен Хюбшер       | 4 июня 2010      | 243 244     | 7.5                 |
| 64      | 18         | «iПобедил жаркое тепло» «iBeat the Heat»             | Стив Хоефер        | Стив Холланд                   | 26 июня 2010     | 242         | 4.2                 |

### Четвёртый сезон (2010—2011)
| № общий | № в сезоне | Название                                                 | Режиссёр     | Автор сценария    | Дата премьеры    | Произв. код | Зрители в США (млн) |
| ------- | ---------- | -------------------------------------------------------- | ------------ | ----------------- | ---------------- | ----------- | ------------------- |
| 65      | 1          | «iУстроила пожар в комнате» «iGot a Hot Room»            | Стив Хоефер  | Дэн Шнайдер       | 30 июля 2010     | 301         | 7.8                 |
| 66      | 2          | «iНенавижу маму Сэм» «iSam's Mom»                        | Адам Вайсман | Джейк Фэрроу      | 11 сентября 2010 | 305         | 6.0                 |
| 67      | 3          | «iВсех разыгрываю» «iGet Pranky»                         | Адам Вайсман | Артур Градштейн   | 25 сентября 2010 | 304         | 5.2                 |
| 68      | 4          | «iПродажа весёлых футболок» «iSell Penny Tees»           | Расс Реинсел | Matt Fleckenstein | 2 октября 2010   | 303         | 4.0                 |
| 69      | 5          | «iНа свадьбе» «iDo»                                      | Стив Хоефер  | Джейк Фэрроу      | 11 октября 2010  | 302         | 6.7                 |
| 70      | 6          | «iВойна фанатов» «iStart a Fan War»                      | Стив Хоефер  | Дэн Шнайдер       | 19 ноября 2010   | 308 309     | 5.0                 |
| 71      | 7          | «iНанимаю идиота» «iHire an Idiot»                       | Клэйтон Боен | Артур Градштейн   | 12 февраля 2011  | 307         | 4.9                 |
| 72      | 8          | «iЖалею Невела» «iPity the Nevel»                        | Расс Реинсел | Мэтт Флеккенстейн | 19 марта 2011    | 306         | 4.6                 |
| 73      | 9          | «iОМГ» «iOMG»                                            | Адам Вайсман | Дэн Шнайдер       | 9 апреля 2011    | 310         | 8.8                 |
| 74      | 10         | «iВечеринка АйКарли и Виктории» «iParty with Victorious» | Стив Хоефер  | Дэн Шнайдер       | 11 июня 2011     | 311 312 313 | 7.3                 |

### Пятый сезон (2011—2012)
| № общий | № в сезоне | Название                                                | Режиссёр      | Автор сценария                  | Дата премьеры    | Произв. код | Зрители в США (млн) |
| --- | ---------- | ------------------------------------------------------- | ------------- | ------------------------------- | ---------------- | ----------- | ------------------- |
| 75 | 1          | «iСошла с ума» «iLost My Mind»                          | Стив Хоефер   | Дэн Шнайдер и Мэтт Флеккенстейн | 13 августа 2011  | 402         | 5.5                 |
| Карли узнаёт, что Сэм по собственной воле легла в психбольницу, потому что считает, что у неё «не все дома», раз ей нравится Фредди. Выписаться из больницы не так-то просто, но ребятам надо срочно «освободить» Сэм, ведь им нужно снимать очередной выпуск «Ай-Карли».                                             |            |                                                         |               |                                 |                  |             |                     |
| 76 | 2          | «iСвидание Сэм и Фредди» «iDate Sam & Freddie»          | Стив Хоефер   | Дэн Шнайдер и Джейк Фэрроу      | 10 сентября 2011 | 401         | 4.1                 |
| Карли берёт на себя роль «третейского судьи» в споре Сэм и Фредди. И вскоре Фредди и Сэм начинают обращаться к ней по поводу каждого своего разногласия. Карли это, конечно, не нравится. Очень не нравится… |            |                                                         |               |                                 |                  |             |                     |
| 77 | 3          | «iНе могу принять» «iCan't Take It»                     | Адам Вайсман  | Дэн Шнайдер и Артур Градштейн   | 17 сентября 2011 | 403         | 4.8                 |
| Миссис Бенсон узнаёт об отношениях Фредди и Сэм, когда Гибби решает их поссорить. А что будет делать Карли: станет «сражаться» за Сэм и Фредди или поможет Гибби устроить так, чтобы они расстались? |            |                                                         |               |                                 |                  |             |                     |
| 78 | 4          | «iЛюблю тебя» «iLove You»                               | Стив Хоефер   | Дэн Шнайдер и Джейк Фэрроу      | 24 сентября 2011 | 404         | 3.5                 |
| Карли советует Фредди и Сэм, чтобы они попробовали на время «обменяться» любимыми хобби. А тем временем Спенсер встречает свою бывшую няню и приглашает её на ужин. Но могут ли быть романтические отношения между бывшей няней и её воспитанником?                                                                   |            |                                                         |               |                                 |                  |             |                     |
| 79 | 5          | «iИнтеллект» «iQ»                                       | Дэвид Кендалл | Дэн Шнайдер и Мэтт Флеккенстейн | 1 октября 2011   | 405         | 3.8                 |
| Карли влюбляется в очень симпатичного парня по имени Кайл и пытается произвести на него впечатление своими знаниями, хотя … у неё не очень-то это получается! |            |                                                         |               |                                 |                  |             |                     |
| 80 | 6          | «iДелаю ошибки, часть 2» «iBloop 2: Electric Bloopaloo» | Клэйтон Боен  | Дэн Шнайдер и Мэтт Флеккенстейн | 28 декабря 2011  | 411         | 3.1                 |
| 81 | 7          | «iВсё ещё псих!» «iStill Psycho»                        | Дэвид Кендалл | Дэн Шнайдер и Джейк Фэрроу      | 31 декабря 2011  | 407 408     | 5.5                 |
| Нору Дершлит выпускают из тюрьмы. Карли и её друзьям нужно придумать, как спастись от неё и её безумных родителей. Фредди находит способ передать сообщение маме, но успеет ли миссис Бенсон приехать вовремя? |            |                                                         |               |                                 |                  |             |                     |
| 82 | 8          | «iШары» «iBalls»                                        | Расс Реинсел  | Дэн Шнайдер и Бен Хюбшер        | 7 января 2012    | 410         | 4.1                 |
| 83 | 9          | «iВстречаю первую леди» «iMeet the First Lady»          | Адам Вайсман  | Дэн Шнайдер и Артур Градштейн   | 16 января 2012   | 406         | 4.3                 |
| Отец Карли, полковник Стивен Шей, не может приехать домой на празднование своего дня рождения. Сэм, Фредди и Спенсер решают помочь связаться опечаленной Карли с папой через хакерское подключение к засекреченной коммуникационной сети военной базы полковника. Об этом узнаёт одна из высокопоставленных особ США… |            |                                                         |               |                                 |                  |             |                     |
| 84 | 10         | «iВорую жир-печенье» «iToe Fat Cakes»                   | Расс Реинсел  | Дэн Шнайдер и Мэтт Флеккенстейн | 21 января 2012   | 409         | 4.8                 |

### Шестой сезон (2012)
| № общий | № в сезоне | Название                                       | Режиссёр       | Автор сценария               | Дата премьеры  | Произв. код | Зрители в США (млн) |
| --- | ---------- | ---------------------------------------------- | -------------- | ---------------------------- | -------------- | ----------- | ------------------- |
| 85 | 1          | «iЖертва первоапрельской шутки» «iApril Fools» | Джерри Трейнор | Дэн Шнайдер и Джордж Доти IV | 24 марта 2012  | 503         | 3.4                 |
| Этот эпизод будет о жертвах первоапрельской шутки. Он будет включать несколько известных эпизодов АйКарли: «Моё Начало», «Я Ненавижу Парня Сэм» и «Я Ухаживаю За Цыплятами». |            |                                                |                |                              |                |             |                     |
| 86 | 2          | «iВперёд One Direction» «iGo One Direction»    | Стив Хоефер    | Дэн Шнайдер и Джордж Доти IV | 7 апреля 2012  | 501         | 3.9                 |
| Карли возвращается, после отдыха за границей подхватив так называемое заболевание "Черви джунглей". К счастью, через два дня ей становится гораздо лучше, но она всё ещё является переносчиком. Позже, Фреди сообщает, что им написал письмо менеджер группы «One Direction». Группа приехала в Сиэтл и согласна спеть на их шоу. Как только они приехали, Сэм сразу заинтересовалась Зейном Маликом. Случайно Гарри Стайлс выпил воду из бутылки Карли и подцепил "Червей джунглей". Чувствуя вину, Карли начинает о нём заботиться. В отличие от неё, болезнь Гарри продлилась на целую неделю. Сэм подмечает, что это из-за того, что она потакает всем его прихотям. Вместе с остальными членами группы, наши ребята решают якобы заменить Гарри на Гибби (при этом не предупредив самого Гибби). Гарри тут же встал на ноги, и вернулся в дело, взяв с ребят обещание никогда больше не давать Гибби танцевать или петь. После исполнения своей песни в прямом эфире шоу "iCarly", Сэм схватила Зейна за шею и потащила его в лифт. |            |                                                |                |                              |                |             |                     |
| 87 | 3          | «iОткрыла ресторан» «iOpen a Restaurant»       | Стив Хоефер    | Дэн Шнайдер и Джейк Фэрроу   | 21 апреля 2012 | 502         | 2.8                 |
| После кражи телевизора из квартиры Спенсер решает сделать робота-охранника, но каждый раз что-то идёт не так. Сэм и Гибби открывают секретный ресторан в подвале школы. |            |                                                |                |                              |                |             |                     |
| 88 | 4          | «iПоллоуин» «iHalfoween»                       | Адам Вайсман   | Дэн Шнайдер и Бен Дуган      | 28 апреля 2012 | 505         | 2.9                 |
| Команда АйКарли решают отпразновать Хэллоуин второй раз и по этому поводу устроить вечеринку, но Невел не дремлет и обязательно попытается испортить праздник. |            |                                                |                |                              |                |             |                     |
| 89 | 5          | «iРаботаю в Груше-Сторe» «iPear Store»         | Дэвид Кендалл  | Дэн Шнайдер и Джейк Фэрроу   | 12 мая 2012    | 504         | 2.8                 |
| Фредди устраивается на работу в Груше-Стори. Спенсер устраивает пожар в 18 раз и идёт работать добровольцем в пожарную станцию. Тем временем Карли знакомится с парнем по имени Трэй и пытается позвать его на свидание. |            |                                                |                |                              |                |             |                     |
| 90 | 6          | «iСражаюсь c Чипом» «iBattle Chip»             | Адам Вайсман   | Дэн Шнайдер и Джейк Фэрроу   | 9 июня 2012    | 506         | 2.4                 |
| Мало, знают об этом эпизоде кроме него, будет 100-й эпизод шоу, считая 1-часовой специальный фильм (как два эпизода) или 90-минутный фильм (как три эпизода). |            |                                                |                |                              |                |             |                     |

### Седьмой сезон (2012)
| № общий | № в сезоне | Название                                             | Режиссёр       | Автор сценария                  | Дата премьеры   | Произв. код | Зрители в США (млн) |
| ------- | ---------- | ---------------------------------------------------- | -------------- | ------------------------------- | --------------- | ----------- | ------------------- |
| 91      | 1          | «iШокирую Америку» «iShock America»                  | Стив Хоефер    | Дэн Шнайдер                     | 6 октября 2012  | 510 511     | 3.6                 |
| 92      | 2          | «iЗабанена» «iGet Banned»                            | Дэвид Кендалл  | Дэн Шнайдер и Джейк Фэрроу      | 13 октября 2012 | 507         | 3.6                 |
| 93      | 3          | «iНашла друзей Спенсера» «iFind Spencer Friends»     | Расс Реинсел   | Джейк Фэрроу                    | 20 октября 2012 | 512         | 3.3                 |
| 94      | 4          | «iСпасаю Карли» «iRescue Carly»                      | Стив Хоефер    | Дэн Шнайдер и Мэтт Флеккенстейн | 27 октября 2012 | 509         | 3.3                 |
| 95      | 5          | «iПотеряла голову в Вегасе» «iLost My Head in Vegas» | Джерри Трейнор | Дэн Шнайдер и Джейк Фэрроу      | 3 ноября 2012   | 508         | 3.5                 |
| 96      | 6          | «iЛовлю вора» «iBust a Thief»                        | Стив Хоефер    | Мэтт Флеккенстейн               | 10 ноября 2012  | 513         | 3.4                 |
| 97      | 7          | «iПрощаюсь» «iGoodbye»                               | Стив Хоефер    | Дэн Шнайдер                     | 23 ноября 2012  | 514 515     | 6.4                 |